# Trang trại sóng

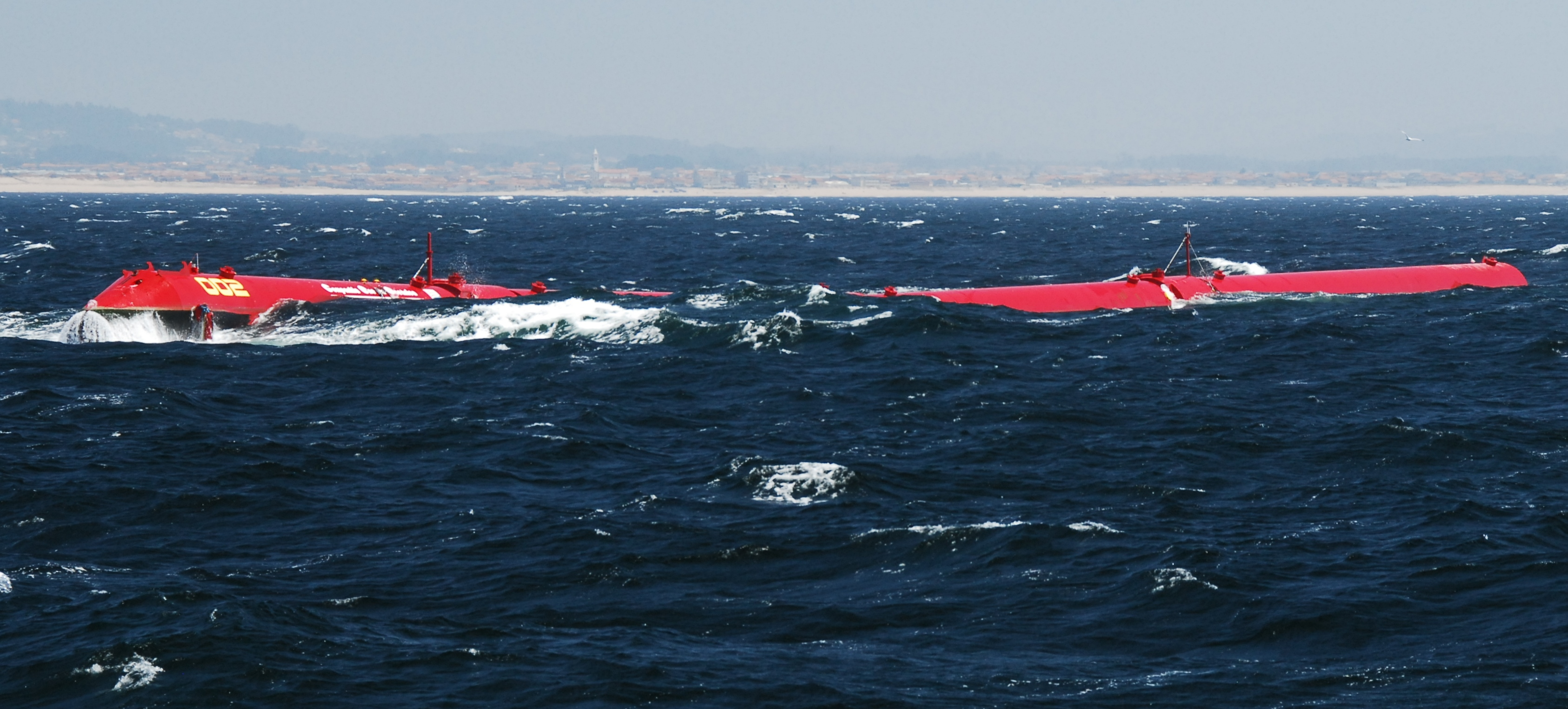
Máy Pelamis tại trại sóng Aguçadoura

Trang trại sóng là một tập hợp các máy móc ở cùng một địa điểm và được sử dụng cho việc tạo ra điện năng sóng. Các trang trại sóng có thể ở ngoài khơi hoặc gần bờ, nhất là ở ngoài khơi là nơi hứa hẹn nhất cho việc sản xuất một lượng điện lớn cho mạng lưới điện. Trại sóng đầu tiên được xây dựng ở Bồ Đào Nha, trại sóng Aguagadrara, bao gồm ba máy Pelamis. Trại lớn nhất thế giới đang được hoạch định thiết lập ở Scotland.